# カリフォルニア海流
カリフォルニア海流（カリフォルニアかいりゅう、英:California Current）とは、米国、カリフォルニア州沖合い約700kmを中心として、北太平洋における時計回りの大環流の東側を構成する海流である。

## 特徴
亜寒帯海流が西経150度付近から二分し、南に向かうものはカリフォルニア沖合いを南南東に流れるカリフォルニア海流となる。したがって、この海流は南太平洋のペルー海流と同様に寒流の特性を示し、カリフォルニア沖合いの水温や塩分は比較的低い。流れの中心は岸から約700km沖合いにあり、幅は広いが流速は遅く約0.5ノット程度。流量は毎秒1000万トン程度である。北緯25度あたりから西よりに流れ始め、北赤道海流へとつながる。この間大気からの加熱と西側の高温水との混合によって、水温が高くなるとともに、盛んな蒸発と相まって塩分も高くなる。この流域でもっとも顕著な現象は沿岸域における下層水の湧昇である。このために、下層の栄養分に富んだ水が表層に上がってくるので、プランクトンが大量に発生し、ニシン、タラ、カニなどのよい漁場となっている。特に春から夏にかけては、洋上の高気圧と大陸上の低気圧が発達するため、カリフォルニア沖には北北西の風が吹き、沿岸域の表層水は沖合いのほうに押しやられ、下層水の湧昇が顕著となる。湧昇のはげしいのは南部では四、五月ごろで、北に行くほど遅れ、オレゴン州沖では八月が最盛である。沿岸域の200mより下層にはこの海流と逆に北に流れるダビドソン海流とよばれる反流があり、北よりの風が弱い秋から冬にかけては、表面までその影響が現れる。